# Space Center Houston
Space Center Houston (ook Houston Space Center) is het officiële bezoekerscentrum van het Lyndon B. Johnson Space Center, NASA's centrum voor bemande ruimtevaart, in Houston (Texas).

## Aanwezig ruimtematerieel
Space Center Houston herbergt allerlei echt en nagebouwd ruimtematerieel, waaronder:
- Mercury MA-9 capsule ("Faith 7")
- Gemini 5 capsule
- Apollo 17 CM
- Maanwagen trainer
- Skylab
- Indepence - Replica van een ruimteveer
- NASA-905 - Shuttle Carrier Aircraft

trainingsbouwmodel
- Falcon 9 Full Thrust-block 3-boostertrap B1035 - werd twee maal gebruikt om voor NASA Dragon-vrachtcapsules naar het ISS te lanceren.

## Attracties
- Martian Matrix/Kid's Space Place, een speelplaats voor kinderen van de basisschool (tot de 5th grade)
- Northrop Grumman Theater, een IMAX-theater met films over Het zijn van een astronaut en Binnenin het Space Station.[1]
- Een tramtoer van NASA naar gebouw 30 Noord en Zuid (oude en nieuwe missiecontrolecentra), Gebouw 9 (Bouwmodel van de maanwagen) en het Rocket Park (raketpark), met een Saturnus V-raket en ander materieel.
- Speciale toer, genoemd Level 9 Tours[2] behoort tot de extra mogelijkheden, waarbij alle bovenstaande gebouwen worden bezocht, maar ook andere gebieden zoals het Neutral Buoyancy Lab (Buoyancy = opwaartse druk).